# Георг Брауншвейг-Каленбергский
Георг, герцог Брауншвейг-Люнебургский (нем. Georg, Herzog von Braunschweig und Lüneburg; 17 февраля 1582, Целле — 12 апреля 1641, Хильдесхайм) — герцог Брауншвейг-Каленбергский (1635—1641).

## Биография
Родился 17 февраля 1582 года в Целле. Шестой сын Вильгельма, герцога Брауншвейг-Люнебургского (1535—1592), и принцессы Доротеи Датской (1546—1617), дочери короля Дании Кристиана III и принцессы Доротеи Саксен-Лауэнбургской. В первые годы правления сына Доротея Датская управляла княжеством в качестве регента, не допуская к власти отцовских советников, которые плохо управляли княжеством во время приступов безумия герцога Вильгельма.
В 1591-1596 годах Георг учился в Йенском университете.
В 1612 году поступил на датскую военную службу полковником в войне против Швеции.
В годы Тридцатилетней войны выступил против вмешательства Дании в дела Нижнесаксонского округа, в 1626 году принят на императорскую военную службу, но Реституционный эдикт (1629), направленный против протестантов, заставил его покинуть императорскую службу.
После высадки шведского короля в Германии в 1630 году принял от него 21 апреля 1631 года генеральский патент (этот патент был подписан 18 октября 1630 года). Совместными действиями со шведами разгромил императорскую армию при Ольдендорфе 28 июня 1633 года, вынудил Хамельн сдаться и в январе 1634 года добился поддержки Нижнесаксонского округа в Хальберштадте, генералом которого он также был назначен.
В следующем году поддержал Пражский мир (1635), примиривший немецких католиков и протестантов, однако вскоре вновь примкнул к Швеции и снова выступил против императора, который не возвращал ему Вольфенбюттель.
В 1635 году произошел раздел владений рода Вельфов, после смерти Фридриха-Ульриха, герцога Брауншвейг-Люнебургского (1591—1634). Георг Брауншвейг-Люнебургский получил во владение княжество Каленберг, которое было выделено из бывшего Геттингенского княжества, в то время как его старший брат, Август Старший (1568—1636), сохранил Люнебургское герцогство. Георг был первым князем, который перенес свою резиденцию в Ганновер, где он построил Дворец на Лайне в качестве своей резиденции в 1636 году.
12 апреля 1641 года 59-летний герцог Георг Брауншвейг-Каленбергский скончался в Хильдесхайме. Он был похоронен в княжеской усыпальнице в церкви Святой Марии в Целле. Ему наследовал его старший сын, Кристиан Людвиг (1622—1665).

## Брак и дети
14 декабря 1617 года в Дармштадте Георг женился на Анне Элеоноре Гессен-Дармштадтской (30 июля 1601 — 6 мая 1659), второй дочери Людвига V, ландграфа Гессен-Дармштадтского (1577—1626), и принцессы Магдалене Бранденбургской (1582—1616). У них были следующие дети:
- Магдалена (род. и ум. 9 августа 1620)
- Кристиан Людвиг (25 февраля 1622 — 15 марта 1665), герцог Каленберга и Целле, женат на принцессе Доротее Софии Шлезвиг-Гольштейн-Зондербург-Глюксбургской (1636—1689)
- Георг Вильгельм (26 января 1624 — 28 августа 1705), герцог Каленберга, Целле, Данненберга и Саксен-Лауэнбурга, женат на Элеоноре де Ольбрёз
- Иоганн Фридрих (25 апреля 1625 — 28 декабря 1679), герцог Брауншвейг-Люнебурга и Ганновера, женат на пфальцграфине Бенедикте Генриетте Зиммернской (1652—1730)
- София Амалия (24 марта 1628 — 20 февраля 1685), замужем за королём Дании Фредериком III
- Доротея Магдалена (20 ноября 1629 − 17 ноября 1630), сестра-близнец Эрнста Августа
- Эрнст Август (20 ноября 1629 — 23 января 1698), 1-й курфюрст Ганноверский (1693—1698), женат на Софии Ганноверской (1630—1714)
- Анна Мария Элеонора (20 ноября 1630 — 13 ноября 1636).